# Домбровский, Вячеслав Ромуальдович
Вячесла́в Ромуа́льдович Домбро́вский (1895, Юрьев, Лифляндская губерния — 22 октября 1937, Москва) — начальник Управления НКВД по Калининской области, старший майор государственной безопасности (1935). Входил в состав особой тройки НКВД СССР.

## Биография
Родился в польской семье врача, ссыльного эсера, потомок Ярослава Домбровского. После окончания Красноярской гимназии поступает на юридический факультет Томского университета, в котором проучился с 1912 по 1916 (окончил 4 курса), а затем был направлен в Иркутское военное училище. В 1916—1917 в царской армии, прапорщик 1-го Сибирского полка в Ташкенте.
Член РКП(б) с июня 1918. В 1917—1919 член Ташкентского совета, военком, начальник гарнизона комендант крепости Термез, член Ташкентского совета по формированию частей по замене пограничной охраны афганской границы, командир Мураевского отряда на Закаспийском фронте.
В 1919—1920 секретарь Туркестанского крайкома РКП(б), заведующий Агитационно-пропагандистским отделом Туркестанского крайкома РКП(б), заведующий Организационным отделом Туркестанского крайкома РКП(б).
В 1920—1922 председатель ЧК при СНК Туркестанской АССР, председатель Ярославской губернской ЧК, начальник Отдела Ярославского отдела Дорожно-транспортной ЧК, заместитель начальника II отделения Секретного отдела ВЧК при СНК РСФСР, начальник Секретно-оперативной части Закавказской ЧК, заместитель полномочного представителя ВЧК в Закавказье.
В 1922—1923 уполномоченный ГПУ по Карельской трудовой коммуне, в 1923—1924 председатель ГПУ при СНК Автономной Карельской ССР. Член ЦИК Автономной Карельской АССР IV созыва.
В 1924—1926 заместитель начальника Частей пограничной охраны Полномочного представительства ОГПУ по Ленинградскому военному округу, временно исполняющий должность начальника Частей пограничной охраны Полномочного представительства ОГПУ по Ленинградскому военному округу.
В 1926—1929 заместитель начальника Управления пограничной охраны и войск ГПУ Полномочного представительства ОГПУ по Ленинградскому военному округу. В 1929—1932 начальник Секретно-оперативного управления Полномочного представительства ОГПУ по Ленинградскому военному округу. В 1932—1933 2-й заместитель полномочного представителя ОГПУ по Ленинградскому военному округу. В 1933—1934 полномочный представитель ОГПУ по Ивановской промышленной области. 
26 января—10 февраля 1934 года делегат XVII съезда ВКП(б) с решающим голосом от Ивановской парторганизации.
В 1934—1935 начальник Управления НКВД по Ивановской Промышленной области. В 1935—1936 начальник Управления НКВД по Курской области.
С 28 марта 1936 начальник Управления НКВД по Калининской области. Этот период отмечен вхождением в состав особой тройки, созданной по приказу НКВД СССР от 30.07.1937 № 00447 саботировал участие в сталинских репрессиях и был расстрелян по доносу сотрудника спустя два месяца после назначения. Тройку возглавил другой сотрудник НКВД.

## Завершающий этап
Арестован НКВД СССР за контрреволюционную деятельность 5 сентября 1937 года. 28 ноября 1937 года осуждён в особом порядке по обвинению в участии в шпионско-диверсионной террористической организации (ст. УК РСФСР 58-1 «б», 58-8) и расстрелян 28 октября 1937 года.
Реабилитирован за отсутствием в его действиях состава преступления 2 июня 1956 года определением Военной коллегии Верховного суда СССР, приговор отменён, дело прекращено.

## Звания
- старший майор государственной безопасности, 29.11.1935.

## Награды

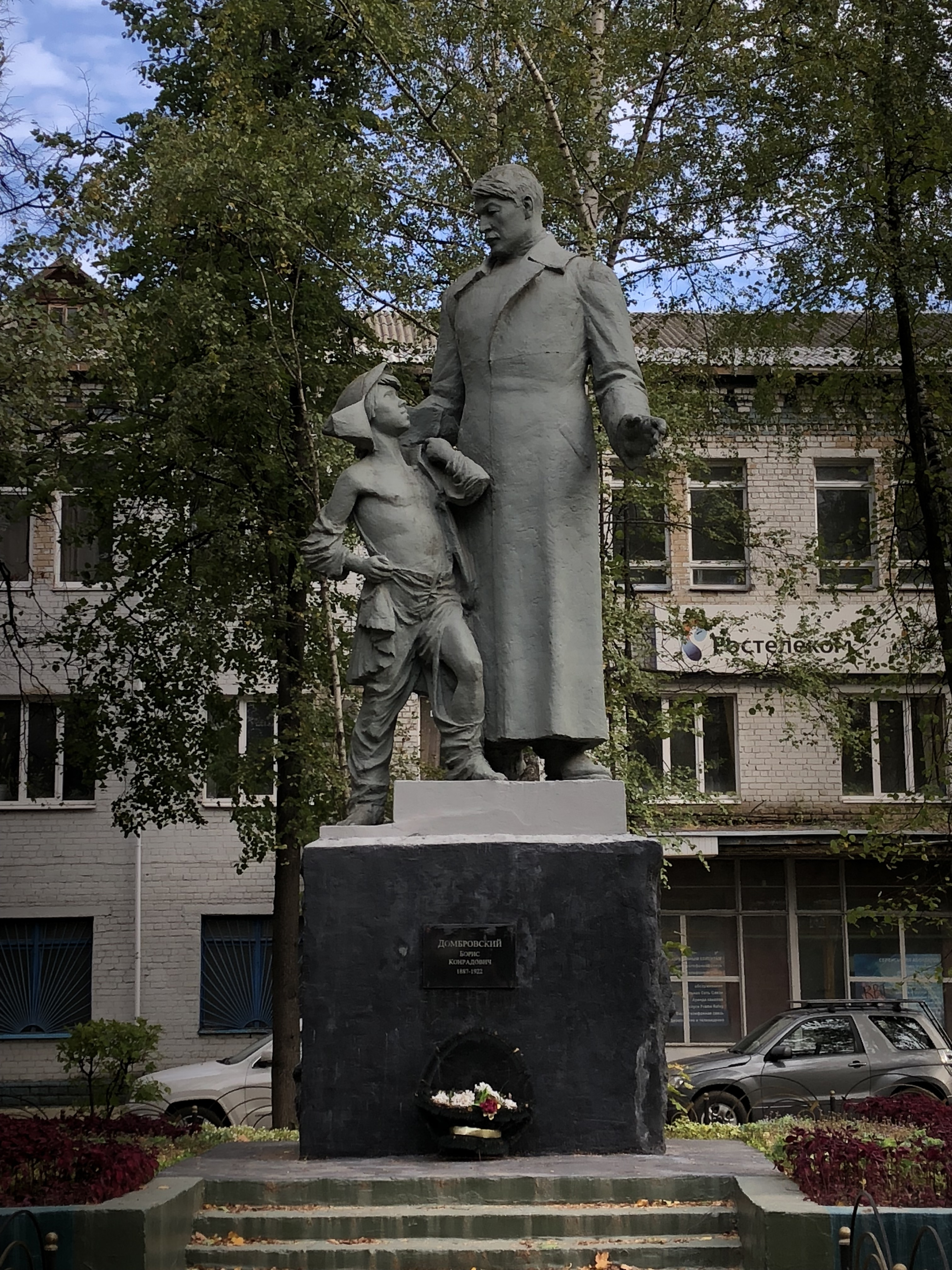
Памятник в Пушкино

- орден Красного Знамени, № 13587 от 14.12.1927;
- знак «Почётный работник ВЧК-ГПУ (V)» № 198;
- знак «Почётный работник ВЧК-ГПУ (XV)» № 49 от 20.12.1932;
- грамота ОГПУ;
- наградное оружие «маузер».

## Адрес
Калинин, Свободный переулок, дом 12 (дом областного исполнительного комитета).